# Furkan Akar
Furkan Akar (* 6. März 2002 in Erzurum) ist ein türkischer Shorttracker.

## Biographie
Akar begann im Alter von neun Jahren Shorttrack zu betreiben, motiviert durch seinen älteren Bruder. Er startet für den Verein Erzurum G.S.İ.M. 2019 gewann er beim Europäischen Olympischen Winter-Jugendfestival in Sarajevo Silber über 500 m und Bronze über 1500 m.
2022 konnte sich Akar als erster türkischer Shorttracker für die Olympischen Winterspiele qualifizieren. In Peking erreichte er über 1000 m das B Finale, in dem er den zweiten Platz belegte. In der Endabrechnung erreichte er so den 6. Platz, das beste Ergebnis eines türkischen Wintersportlers bei Olympischen Spielen überhaupt. Bis zu diesem Zeitpunkt war dies ein 15. Platz der 4 × 10 km Langlaufstaffel bei den Spielen 1968 in Grenoble gewesen.
2023 gewann er die Bronzemedaille über 1000 m bei den Europameisterschaften in Danzig.

### Privates
Akar studiert Sportwissenschaften an der Atatürk-Universität in Erzurum.

## Erfolge

### Olympische Winterspiele
- Peking 2022: 6. 1000 m

### Weltmeisterschaften
- Montreal 2022: 6. 1500 m, 10. Mehrkampf, 25. 500 m, 44. 1000 m
- Seoul 2023: 20. 1000 m, 22. 500 m, 24. 1500 m
- Rotterdam 2024: 9. 500 m, 27. 1500 m, 37. 1000 m

### Europameisterschaften
- Danzig 2023: 3. 1000 m, 5. 500 m, 6. 1500 m
- Danzig 2024: 6. 5000 m Staffel, 19. 500 m, 20. 1000 m, 22. 1500 m